# 泽廖内戈罗德
泽廖内戈罗德（羅馬化：Zelyonyy Gorod；意为“绿城”）是俄罗斯下诺夫哥罗德州的市级镇，属州辖市下诺夫哥罗德市，地处下诺夫哥罗德州中部，位于伏尔加河流域库季马河畔，在州府下诺夫哥罗德南偏东方，东侧是克斯托沃市。
该地2021年人口有2,105人；2010年人口2,716；2002年人口2,437；1989年人口4,234。